# Charles Strouse

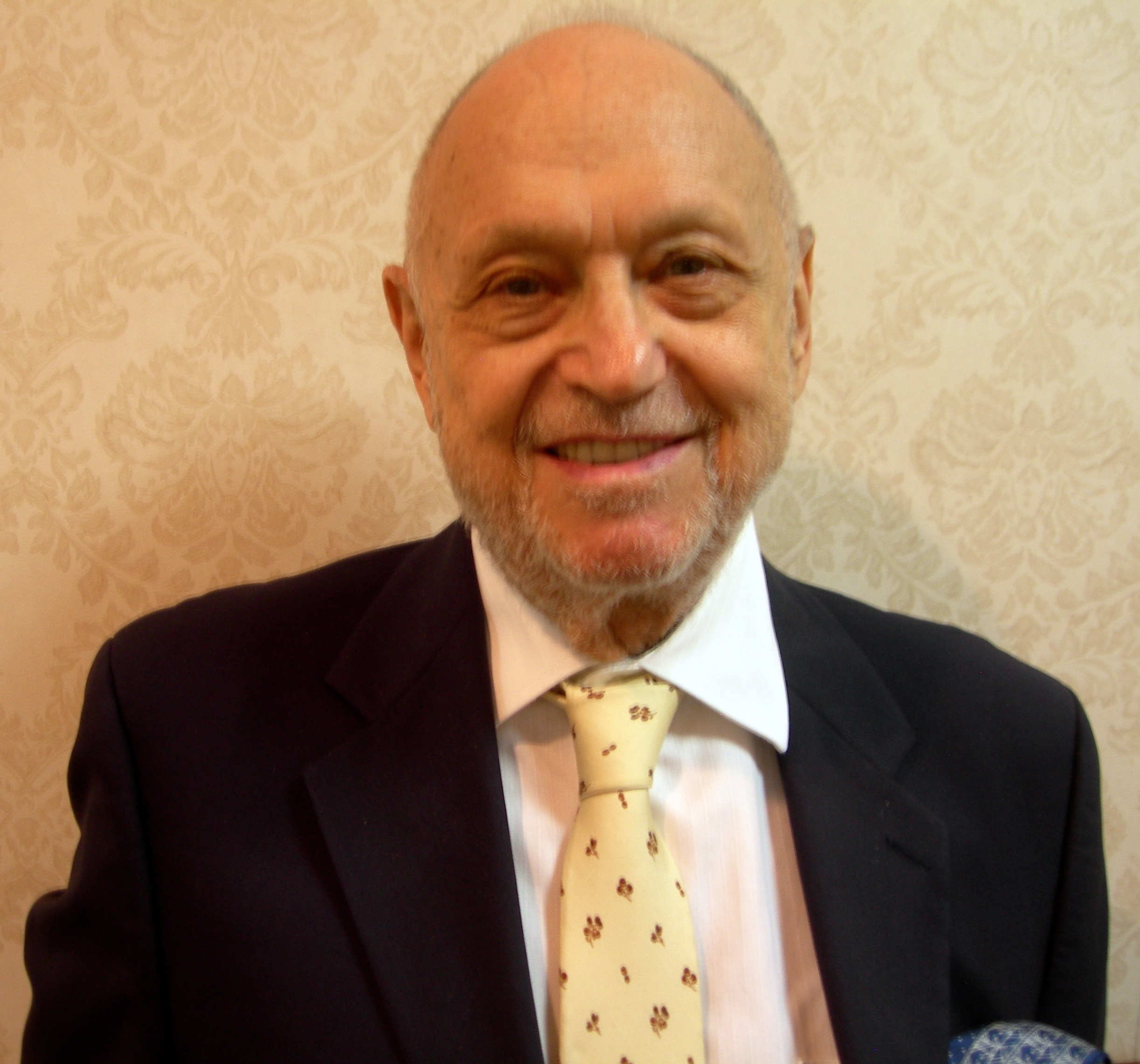
Charles Strouse, 2013

Charles Louis Strouse (* 7. Juni 1928 in New York City, New York; † 15. Mai 2025 ebenda) war ein US-amerikanischer Komponist und Liedtexter.

## Leben und Werk
Charles Strouse wurde als Sohn von Ethel (geborene Newman) und Ira Strouse geboren und wuchs in New York City auf. Er schloss die Eastman School of Music ab. Seine Studien im Fach Komposition setzte er bei Aaron Copland in Tanglewood und Nadia Boulanger in Paris fort.
Er komponierte zahlreiche Musicals und schrieb die Musik zu mehreren Filmen. Neben zahlreichen Nominierungen gewann er auch drei Tony Awards: 1961 für Bye Bye Birdie, 1970 für Applause und 1977 für Annie. Für die Fernsehverfilmung  aus dem Jahr 1999 lieferte er ebenfalls die Musik. 
Strouse starb im Alter von 96 Jahren.

## Privates
Strouse und seine Ehefrau, die Regisseurin und Choreographin Barbara Siman, hatten vier gemeinsame Kinder: Benjamin, Nicholas, Victoria und William.

## Musicals
- Bye Bye Birdie (1960)
- All American (1962)
- Golden Boy (1964)
- It’s a Bird… It’s a Plane… It’s Superman (1966)
- Applause (1970)
- Six (1971, Off-Broadway)
- I and Albert (1972, London)
- Annie (1977)
- A Broadway Musical (1978)
- Charlie and Algernon (1981; 1979 in London als Flowers for Algernon)
- Bring Back Birdie (1981)
- Nightingale (1982; oft auch als Oper bezeichnet)
- Dance a Little Closer (1983)
- Mayor (1985)
- Rags (1986)
- Annie 2: Miss Hannigan’s Revenge (1989)
- Nick & Nora (1993)
- Annie Warbucks (1993)
- An American Tragedy (1995)
- Alexander and the Terrible, Horrible, No Good, Very Bad Day (1998)
- The Future of the American Musical Theater (2004, Oper)
- Real Men (2005)
- Studio (2006)
- Minsky’s (2009)

## Filmmusik
- 1967: Bonnie und Clyde (Bonnie and Clyde)
- 1968: Die Nacht, als Minsky aufflog (The Night They Raided Minsky’s)
- 1970: Zwei dreckige Halunken (There Was a Crooked Man...)
- 1980: Just Tell Me What You Want
- 1986: The Worst Witch
- 1987: Ishtar
- 1999: Annie – Weihnachten einer Waise (Annie)